# 쌍봉사 성화십사년명기와
쌍봉사 성화십사년명기와는 대한민국 전라남도 화순군 화순읍에 있다. 2011년 12월 26일 화순군의 향토문화유산 제58호로 지정되었다.